# Simonton Lake
Simonton Lake est une census-designated place située dans le comté d'Elkhart, dans l’État de l'Indiana, aux États-Unis. Lors du recensement de 2020, elle compte 4 710 habitants.